# 12. славонска дивизија НОВЈ
Дванаеста славонска дивизија НОВЈ је формирана 30. децембра 1942. године као „Четврта дивизија Главног штаба НОВ и ПО Хрватске“, а 9. маја 1943. је преименована у Дванаесту дивизију НОВЈ. При формирању у њен састав ушле су три бригаде: Дванаеста славонска, Шеснаеста омладинска бригада „Јожа Влаховић“ и Седамнаеста славонска ударна бригада. Тада је у њеном саставу било укупно око 2.700 бораца. Од 17. маја 1943. године била је у саставу Шестог славонског корпуса.
Дванаеста славонска дивизија истакла се веома успешним и разноврсним дејствима на врло осетљивом и снажно брањеном подручју Славоније. Ова дејства укључивала су цео дијапазон нападних актвиности, од диверзија и заседа, преко препада на мање осовинске гарнизоне, до учешћа у сложеним операцијама на нивоу корпуса.
Из састава дивизије изашле су 3. новембра 1943. године: 12. и 16. бригада, а ушле 25. бродска и Чехословачка бригада „Јан Жишка“.
Током интензивних борби од маја 1944. до марта 1945. године Дванаеста дивизија је изгубила два команданта: Николу Демоњу у Славонској Пожеги и Милана Станивуковића у Левањској Вароши, у Вировитици је 5. октобра. 1944. рањен Душан Пекић, командант дивизије. Од јуна 1944. до марта 1945. године Дивизија је изгубила осам команданата бригада: Николу Миљановића Караулу, Ивана Сењуга, Миливоја Бабца, Милана Бобића, Иву Маринковића, Јосипа Ружичку, Антона Долежала и Уроша Попару, затим четири политичка комесара бригаде и једног заменика команданта бригаде.
Дивизија је, за своје заслуге у борби, 10. октобра 1944. године, проглашена ударном.